# خنفساء أريجية
الخنافس الأريجية أو أروميا أو خنفساء المسك (الاسم العلمي: Aromia)، جنس حشرات خنفسية من فصيلة خنافس طويلة القرون.

## الأنواع
- Aromia bungii (Faldermann, 1835)
- Aromia malayana Hayashi, 1977
- خنفساء المسك (Linnaeus, 1758)